# おおさかATCグリーンエコプラザ

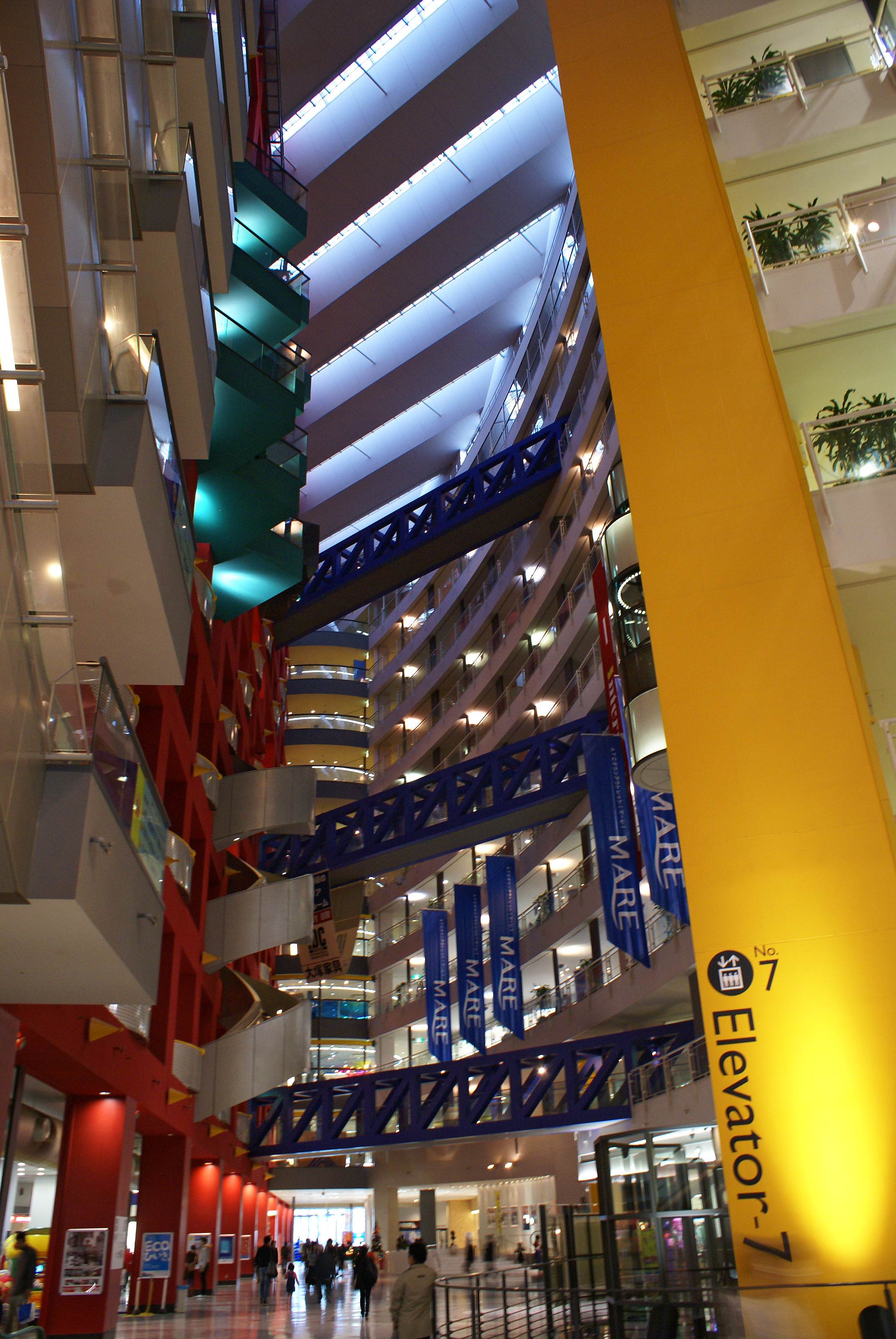
おおさかATCグリーンエコプラザ、内観

大阪環境産業振興センターおおさかATCグリーンエコプラザは、大阪市住之江区のアジア太平洋トレードセンター11階にある常設の環境展示場で環境保全活動に関係する企業が出展している。見学者も多く出展企業は環境ビジネスチャンス拡大だけでなく、企業の社会貢献もアピールしている。また、入場者は子供から学識経験者や外国視察団などの幅広い層人が訪れており、環境教育と、環境産業振興との両面の機能を備えている。

## 概要
環境問題は年々複雑化しており、早急に解決すべき課題となっている。 そのような状況において構想され、大阪市や日本経済新聞社等の官民が一体となって本センターを設置した。環境省、経済産業省、大阪府、大阪商工会議所、関西経済連合会、関西経済同友会が後援団体として名を連ねている。また、国土交通省もセミナーの講師や資料の提供を行っている。施設面積は4,500m2の常設の環境展示場であり、セミナールームや、インキュベーションオフィス等の施設が充実しており、特色としては環境ビジネスの育成・振興を通してよりよい社会を実現するというコンセプトで活動している。
最新の環境ビジネスを紹介する情報発信、自治体や企業向けのコンサルティング、中小企業を含めた企業のビジネスマッチングの場や、一般市民向けの啓発活動など、活発に環境セミナー等のイベントを行っている。休館日は月曜日。

## 特徴
- 「環境・CSR報告書ゾーン」には、先進的な環境経営を実施している企業が発行している環境、社会、CSR等の報告書を数多く取り揃えており、希望者に報告書を無料で渡している頒布コーナーと閲覧コーナーがある。社会のさまざまなステークホルダーに閲覧の機会を確保し、持続可能な社会づくりの推進をサポートしている。

## 利用方法
- 常設展示場への出展：ATCグリーンエコプラザには小学生からビジネスマンさらに、海外からの見学者も多く、常設展示することは、環境ビジネスマッチングだけでなく、企業ブランド力やイメージの向上にも貢献できる。さらに、会議室などの施設が無料利用でき、事務局からの様々なサービスを受ける事が出来る。
- インキュベーションオフィスの利用：ベンチャー企業のためのオフィスがあり環境に関する情報や、人的交流をしながら環境を付加した企業の発展を図る。
- 研究部会へ参加：「水土壌汚染対策」「廃棄物・リサイクル・ゼロエミッション」「エネルギー対策研究部会」「東アジア環境ビジネス」の研究部会があり、各研究部会にはさらに分科会があり、情報交換・見学会・セミナー開催などの活動を自発的に行っている。
- 施設の見学：環境に関する常設展示場あり、環境ビジネス・エコマーク・環境報告書・セミナー開催状況等の情報が入手できる。
- セミナーの聴講：環境に関するセミナーを活発に開催している。廉価であり環境情報収集に役立つ。
- 相談窓口の利用：土壌汚染に関する相談窓口を毎月一回開催しており無料で利用できる。
- 受験サークル：環境に関する資格試験受験者が休日に集まり、相互に意見を交換をしながら受験勉強を行っている。土壌環境監理士・技術士（環境部門）等の受験勉強をおこなっている。

## 研究部会活動
- 「水・土壌汚染研究部会」は毎月第3木曜日に、一般の人も参加できる水質汚染や土壌汚染についてしい発想で企画されたセミナーの開催や、「土壌汚染の無料相談窓口」「土壌汚染出前講座」などの活動を行っている。「土壌汚染と土地取引」をテーマにしたセミナーは積極的に開催されている。「中小企業等の環境ビジネスマッチング」の場としての役割もあり、年々会員が増えてきている。
- 健康リスクが顕在化してきた「底質汚染」に関するセミナーを学識経験者・行政・企業・市民が参加して共催し、課題の多い底質汚染問題について知見を収集している。
- 「廃棄物リサイクルゼロエミッション研究部会」は、循環社会実現に向け行政や協会と連携し活発な活動を行っている。
- 環境汚染の著しい中国や韓国などの環境保全活動等を目的とした「東アジアの環境ビジネス研究部会」が発足している。
- 「省エネルギー研究部会」も地球温暖が明らかになった現在においてニーズが高い。
- セミナー・勉強会は無料または低価格の受講料で開催し市民や企業等に歓迎されている。
- 当所に事務所を構える環境NPOのイー・ビーイング（理事長 井上健雄）は土壌汚染問題解決のため全国的にも珍しい「土壌第三者評価システム」の事務局を行っている。土壌第三者評価委員会は著名な学識経験者や土壌汚染に関する業務経験豊富な技術者等で構成し、土壌汚染調査・浄化対策の正当性に対して、客観的な公正かつ専門的な第三者の立場から評価し、土壌汚染にかかわる係争問題を解決し、さらに、評価情報を社会に向けて適切に情報開示することにより、利害関係者の相互信頼づくりを支援するとともに、健全な土地取引の促進や、安心できる生活環境の形成と自然環境保全に貢献している。

## 所在地
〒559-0034 大阪市住之江区南港北2丁目1-10 ATCビル ITM棟11F西側
- 交通アクセス： ニュートラム トレードセンター前駅 下車すぐ。